# Тимофеево (Свердловская область)
Тимофеево — село в Слободо-Туринском муниципальном районе Свердловской области. Входит в состав Слободо-Туринского сельского поселения.

## История
В 1888 году в Тимофеево открылся деревянный однопрестольный храм, освящённый во имя Рождества Пресвятой Богородицы, который сгорел в 1907 году. В 1914 году был построен и освящён новый каменный храм с тем же названием. Рождество-Богородицкая церковь была закрыта в 1931 году, до настоящего времени не сохранилась (была снесена).

## География
Тимофеево находится на юго-востоке области, на расстоянии 10 километров к юго-востоку от села Туринская Слобода, на правобережной надпойменной террасе реки Туры.
Абсолютная высота — 65 метров над уровнем моря.

## Население
| 2002 | 2010 | 2021 |
| ---- | ---- | ---- |
| 436  | ↘385 | ↘298 |

Согласно результатам переписи 2002 года, в Тимофееве проживали 436 человек, из них русские составляли 96 %.

## Улицы
Уличная сеть Тимофеева состоит из 9 улиц и 2 переулков.

## Транспорт
Осуществляется нерегулярная паромная переправа через реку Туру.